# Колонна, Эдвард
Эдвард Колонна (нем. Edward Colonna; 11 мая 1862, Мюльхайм — 14 октября 1948, Ницца) — немецкий художник-декоратор, проектировщик мебели, ювелирных изделий из металла, изделий из керамики и других материалов в стиле ар-нувo. Настоящее имя Эдуард Клённе (Eduard Klönne).
Художник родился в Мюльхайме (теперь район Кёльна) в семье Карла Эдварда Клённе и его второй жены Генриетты, урождённой Квак. В возрасте пятнадцати лет он отправился в Брюссель и выучился на архитектора. В 1882 году эмигрировал в Соединённые Штаты Америки и некоторое время работал в Нью-Йорке в «Associated Artists», группе проектировщиков интерьера во главе с Луисом Комфортом Тиффани.
Затем он работал на архитектора Брюса Прайса, стал главным конструктором компании «Barney and Smith Manufacturing Company» в Дейтоне, штат Огайо, которая производила спальные и пассажирские вагоны. В это время он наладил отношения с видными горожанами и работал для них в качестве проектировщика жилых интерьеров. В 1888 году он оставил работу в «Barney and Smith» и основал собственную контору в Монреале, где одним из его главных клиентов была Канадская Тихоокеанская железная дорога, для которой он проектировал как интерьеры вагонов, так и обстановку многочисленных железнодорожных станций.
В 1893 году Колонна вернулся в Европу и с 1898 года работал в Париже, в том числе для одного из инициаторов движения за новое искусство — стиль ар-нуво — Зигфрида Бинга и его галереи «Дом нового искусства» (Maison de l’Art Nouveau). Вершиной его творчества считается Павильон Бинга на Всемирной выставке в Париже 1900 года, для которой Колонна спроектировал приёмную и музыкальную комнату. Вернувшись ненадолго в США, в 1923 году он окончательно переехал на юг Франции. Он умер 14 октября 1948 года в Ницце.
Выставка произведений Эдварда Колонны была организована в 1984 году Институтом искусств Дейтона. Ряд работ Колонны находится в коллекции Метрополитен-музея в Нью-Йоркe.

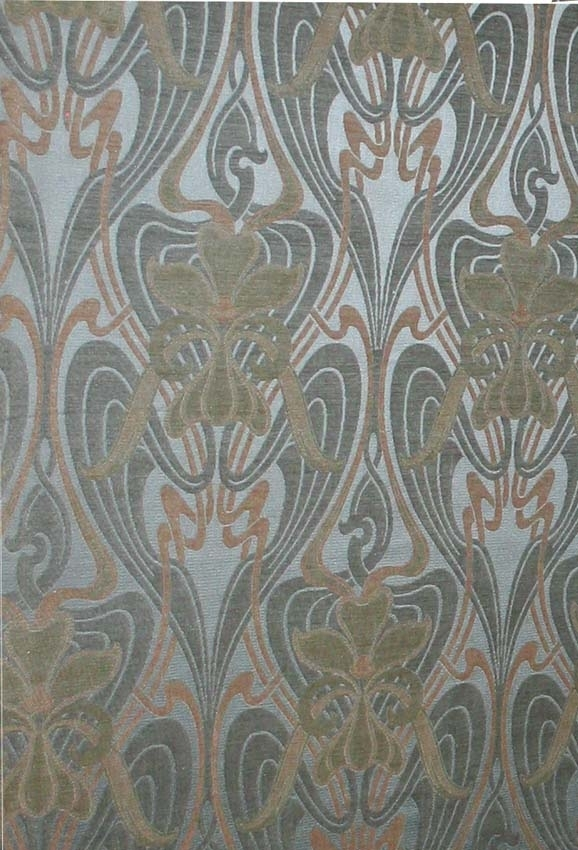
Орхидеи. Шёлковые обои. 1900
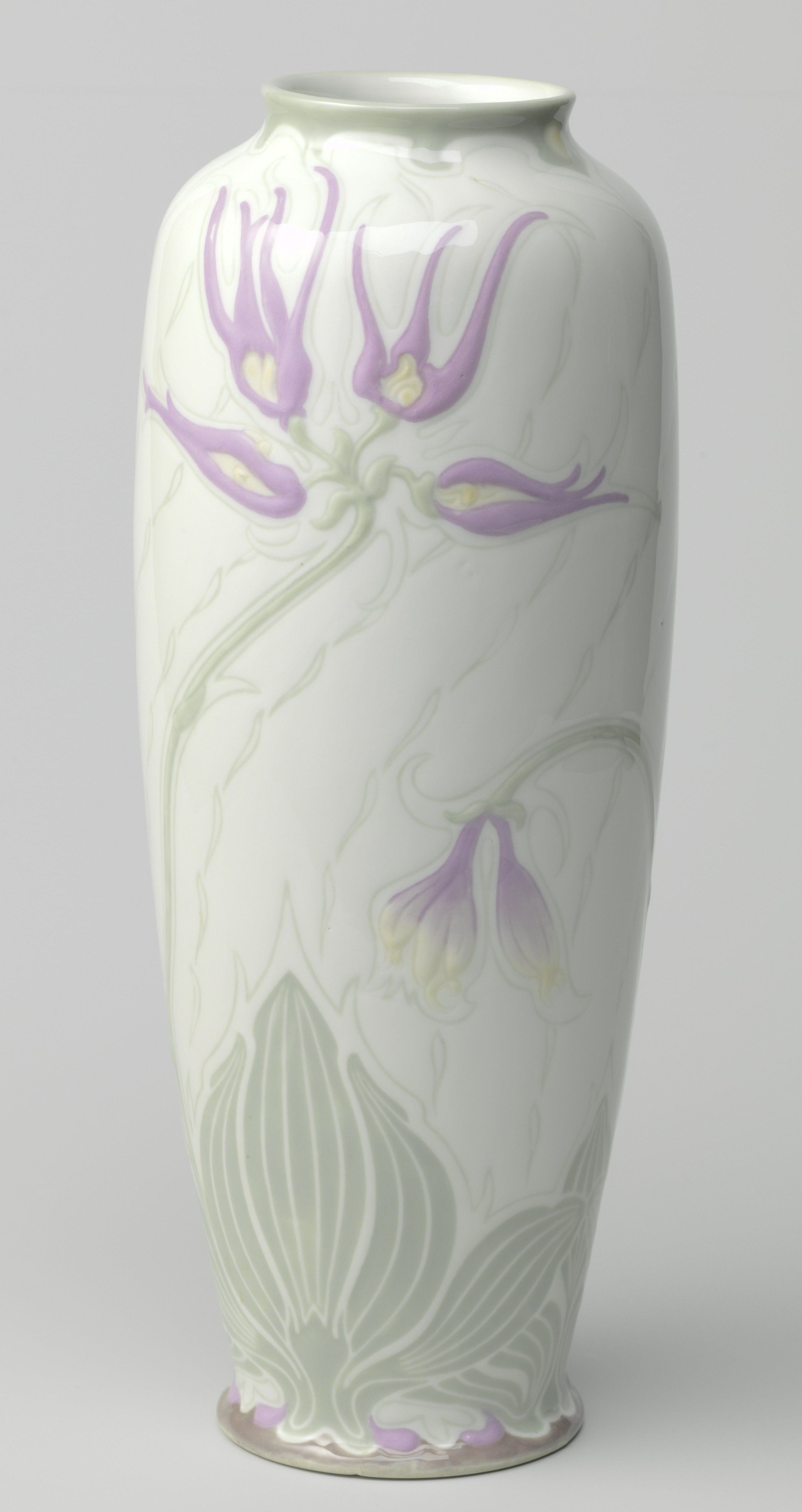
Ваза. Ок. 1900. Фарфор